# Ira Remsen
Ira Remsen (New York, 10 febbraio 1846 – Carmel-by-the-Sea, 4 marzo 1927) è stato un chimico statunitense.

## Biografia
Dopo aver frequentato la scuola per diventare medico e chirurgo nel 1867 viaggia in Germania per approfondire la chimica. Terminò i suoi studi all'università di Göttingen nel 1870. Nel 1875, ai tempi in cui si trovava all'università di Tübingen decide di tornare negli USA, dove diventò professore al Williams College. Di questi anni uno dei suoi scritti più importanti: "Theoretical Chemistry".  Nel 1879 fonda la rivista American Chemical Journal che vivrà per 35 anni. Introdusse molti laboratori tecnici in Germania e ha scritto numerosi e importanti testi sulla chimica. Fu il secondo presidente dell'università di Johns Hopkins.